# Treylon Burks
Treylon Burks (Warren, 23 marzo 2000) è un giocatore di football americano statunitense che milita nel ruolo di wide receiver per i Tennessee Titans della National Football League (NFL).

## Carriera universitaria
Nella sua prima stagione ad Arkansas nel 2019, Burks partì come titolare in 9 gare su 11, facendo registrare 29 ricezioni per 475 yard. Fu inserito nella seconda formazione ideale della Southeastern Conference come specialista sui ritorni dagli allenatori. Nel 2020 divenne il ricevitore principale di Arkansas, terminando con 51 ricezioni per 820 yard e 7 marcature malgrado l’avere iniziato come titolare solo 8 partite. A fine anno fu inserito nella seconda formazione ideale della Southeastern Conference. Nel 2021 partì come titolare in tutte le 12 partite, totalizzando 66 ricezioni per 1.104 yard e 11 touchdown su ricezione più uno su corsa. L’Associated Press e gli allenatori lo inserirono nella formazione ideale della SEC. A fine anno decise di saltare l’Outback Bowl e di passare tra i professionisti.

## Carriera professionistica
Burks fu scelto come 18º assoluto nel Draft NFL 2022 dai Tennessee Titans. Debuttò come professionista subentrando nella gara del primo turno contro i New York Giants ricevendo 3 passaggi per 55 yard dal quarterback Ryan Tannehill. Nella settimana 12 segnò il suo primo touchdown recuperando un fumble del compagno Derrick Henry nella end zone. Il primo su ricezione fu nel turno successivo contro i Philadelphia Eagles, gara che tuttavia fu costretto a lasciare a causa di un infortunio. La sua stagione si chiuse con 33 ricezioni per 444 yard e una marcatura su ricezione in 11 presenze, di cui 6 come titolare.